# Krystyna Panasiuk-Oniśko

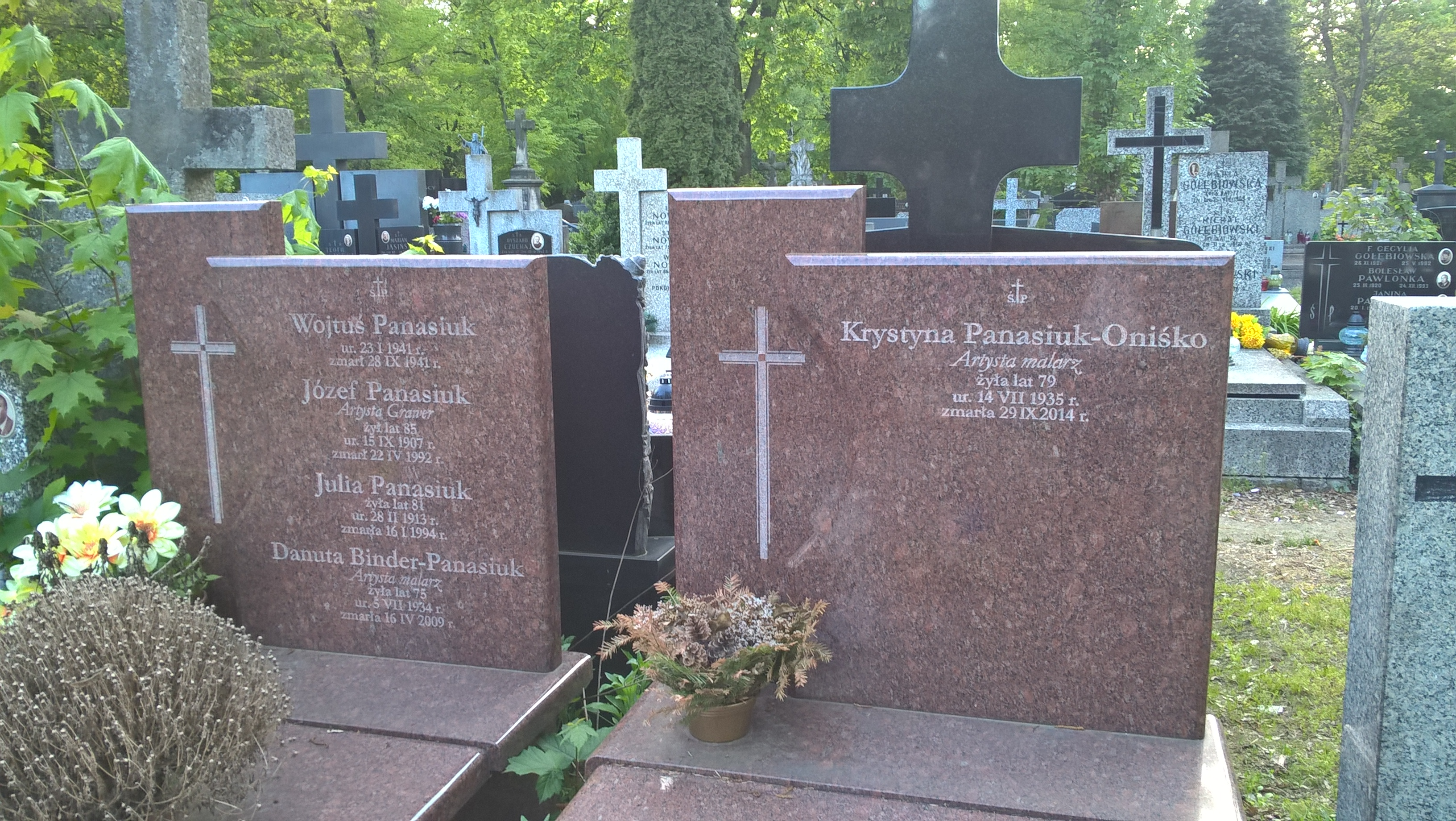
Grób Krystyny Panasiuk-Oniśko na cmentarzu Bródnowskim w Warszawie

Krystyna Panasiuk-Oniśko (ur. 14 lipca 1935 w Warszawie, zm. 29 września 2014 tamże) – polska malarka.

## Życiorys
Córka artysty grawera Józefa Panasiuka i jego żony Julii, siostra malarki Danuty Binder-Panasiuk. Ukończyła Liceum Sztuk Plastycznych, a następnie studiowała w warszawskiej Akademii Sztuk Pięknych pod kierunkiem prof. Jana Cybisa, dyplom ukończenia otrzymała w 1961. Mieszkała i tworzyła w Warszawie i z architekturą tego miasta związana jest tematyka wielu jej obrazów. Twórczość Krystyny Panasiuk-Oniśko obejmowała krajobrazy miejskie, kompozycje kwiatowe, a także współczesne wnętrza architektoniczne. Prace artystki uczestniczyły w wystawach indywidualnych i zbiorowych, znajdują się w kolekcjach w kraju, a także Wielkiej Brytanii, Austrii, Holandii, Francji, Niemczech, Stanach Zjednoczonych i Szwecji. Wiele z nich artystka przeznaczała na cele charytatywne.
Została pochowana na cmentarzu Bródnowskim (kwatera 14A-1-15).